# Johnny Keur
Johnny Keur (16 febbraio 1967) è un ex giocatore di calcio a 5 olandese.

## Carriera
Con la Nazionale maschile di calcio a 5 dei Paesi Bassi ha disputato l'European Futsal Tournament 1996 concluso al sesto e ultimo posto, e successivamente al FIFA Futsal World Championship 1996 in cui dagli oranje sono stati eliminati al secondo turno.